# EB/Streymur
EB/Streymur je nogometni klub s Farskih Otoka.
Klub je osnovan 1993. godine. Igraju na stadionu Við Margáir, u gradu Streymnesu i koji prima 1.000 gledatelja. Najveći uspjeh im je osvajanje prvenstva Farskih Otoka 2008. godine. Samo su dva puta nastupili u europskim natjecanjima, oba puta u Kup UEFA-e, ali nikada nisu prošli prvi krug. Prvi nastup bilježe protiv finske MyPae, izgubili su ukupno 2:1, a prošle sezone su ispali od Manchester Cityja ukupnim rezultatom 4:0. 

## Naslovi

### Domaći
- Prvenstvo Farskih Otoka: (1)

Prvak: 2008.
- Kup Farskih Otoka: (2)

Prvak: 2007., 2008., 2010.

## Vanjske poveznice
- Službena stranica